# Nymphon macronyx
Nymphon macronyx is een zeespin uit de familie Nymphonidae. De soort behoort tot het geslacht Nymphon. Nymphon macronyx werd in 1877 voor het eerst wetenschappelijk beschreven door Sars. 